# Sala Polivalentă (Bucareste)
Salão Polivalente de Bucareste (em romeno:  Sala Polivalentă din București) é uma sala multiúso em Bucareste, Romênia, localizada no Parque Tineretului. É usado para concertos, esportes indoor, como tênis, ginástica, dança, handebol, vôlei, basquete, levantamento de peso, esportes de combate e luta livre profissional. O Junior Eurovision Song Contest 2006 aconteceu neste local.

## Concertos
- B.U.G. Mafia
- Iris
- Holograf
- Voltaj
- Vunk
- Deep Purple
- Scorpions
- Alphaville
- Yes
- Smokie
- Simple Minds
- ZZ Top
- Sepultura
- Tiësto
- Armin van Buuren
- Marco Carola
- Paul van Dyk
- The Chemical Brothers
- Jean-Michel Jarre
- Air
- RBD
- Juanes
- James Blunt
- Gorillaz
- Anastacia
- Steve Vai
- Dub FX
- Arash